# Verrettes

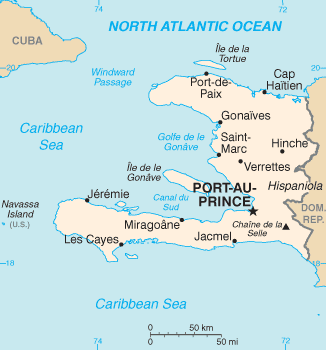
Lage von Verrettes

Verrettes (Haitianisch-Kreolisch Vèrèt) ist eine Gemeinde im Département Artibonite von Haiti. Die Stadt liegt an der Straße 109 rund 60 Kilometer nordöstlich der haitianischen Hauptstadt Port-au-Prince in einer Höhe von 76 Metern über dem Meeresspiegel. Am 1. Januar 1997 lebten in Verrettes 31.413 Einwohner. Die Zahl der Einwohner ist bis zum Jahr 2003 auf 90.226 Einwohner angewachsen.

## Bildung
Die örtliche Berufsschule Saint Robert, die im Dezember 2004 den Verantwortlichen vor Ort übergeben wurde, wird durch Spenden aus der Schweiz finanziert.

## Persönlichkeiten
- Dumarsais Estimé (1900–1953), Präsident von Haiti von 1946 bis 1950
- Mario Joseph (1963–2025), Jurist und Menschenrechtsanwalt
- Soveline Beaubrun (* 1997), Fußballspielerin
- Mackenson Florindo (* 2002), Skirennläufer